# 皮埃爾山 (帕默群島)

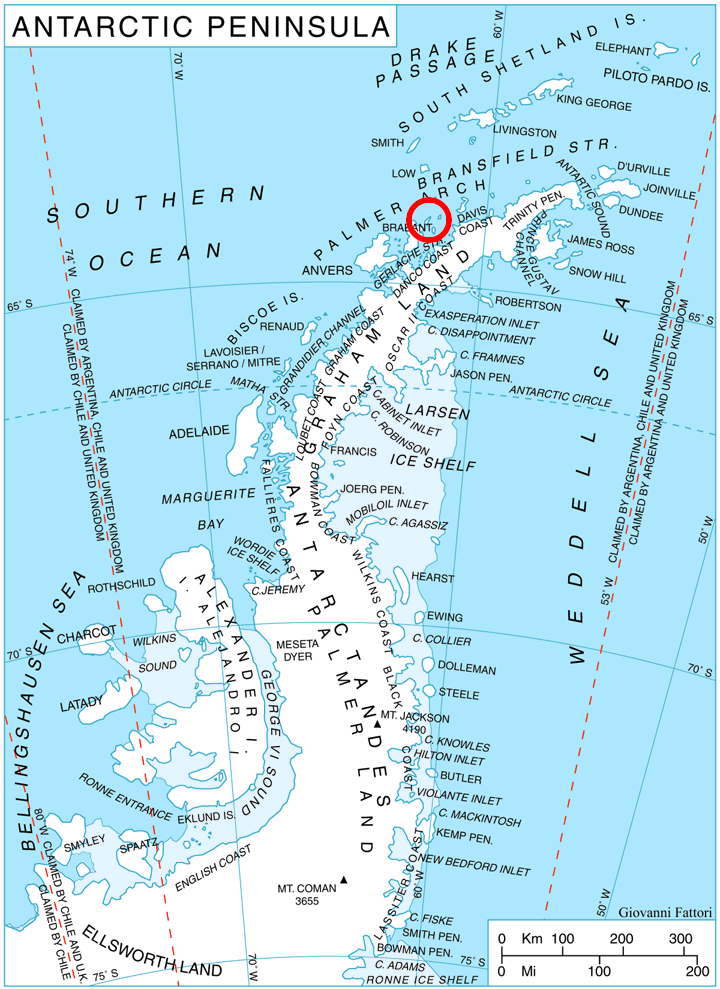

皮埃爾山（英語：Mount Pierre）是南極洲的山峰，位於帕默群島的列日島，處於穆羅角以南的克蘭半島，海拔高度210米，由比利時探險隊發現和命名，現時由南極條約體系管理。